# Hank Garland
Walter "Hank" Garland, född 11 november 1930 i Cowpens, South Carolina, död 27 december 2004 i Orange Park, Florida, var en amerikansk gitarrist.
Garland blev i slutet av 1950- och början av 1960-talen känd som studiomusiker åt ett flertal stora musiker, bland annat på Elvis Presleys album mellan 1958 och 1961. Som soloartist gav han 1961 ut jazzalbumet Jazz Winds From a New Direction som följdes av Velvet Guitar och The Unforgettable Guitar of Hank Garland. I september 1961 blev han dock allvarligt skadad i en bilolycka. Även om han så småningom kom tillbaka till spelandet återfick han aldrig fullt samma förmåga som tidigare.